# Zaroślak ekwadorski
Zaroślak ekwadorski (Atlapetes pallidiceps) – gatunek małego ptaka z rodziny pasówek (Passerellidae). Jest endemitem Ekwadoru. Jest uznawany za gatunek zagrożony. Zaroślak ekwadorski nie był spotykany od końca lat sześćdziesiątych do końca lat dziewięćdziesiątych XX w. Istniały wielkie obawy, że gatunek wymarł, jednak w 1998 roku został zaobserwowany przez Nielsa Krabbego na niewielkim obszarze w dolinie Yunguilla w prowincji Azuay w Ekwadorze. W 1999 roku utworzono rezerwat Yunguilla, który obecnie jest jedynym stanowiskiem występowania zaroślaka ekwadorskiego.

## Systematyka
Gatunek po raz pierwszy zgodnie z zasadami nazewnictwa binominalnego opisał Richard Bowdler Sharpe, nadając mu nazwę Buarremon pallidiceps. Opis ukazał się w 1900 roku w Bulletin of the British Ornithologists’ Club. Autor jako miejsce typowe wskazał „Oña” w Ekwadorze. W 1938 roku Charles Hellmayr uściślił, że chodzi o Guishapa w lokalizacji o nazwie Oña w prowincji Azuay. IOC nie wyróżnia podgatunków.

### Etymologia
- Atlapetes: połączenie słowa Atlas z gr. πετης petēs – „lotnik” πετομαι petomai – „latać”[13].
- pallidiceps: łac. pallidus – „blady”, łac. -ceps – „-głowy”[14].

## Morfologia
Nieduży ptak z dosyć dużym, grubym u nasady dziobem w kolorze czarnym. Szczęka i żuchwa są lekko zakrzywione. Tęczówki od ciemnobrązowych do czerwonobrązowych. Nogi czarne. Ubarwienie podobne do nieco mniejszego zaroślaka białoskrzydłego. Głowa z wyraźnym wzorem bez czapeczki, u starszych samców prawie cała biaława, od nasady dzioba poprzez oko do karku przechodzi cienka ciemniejsza linia, od dzioba odchodzą także cienkie ciemniejsze "wąsy". Górne pokrywy skrzydeł ciemnoszare z brązowym odcieniem. Lotki ciemnoszare z jaśniejszymi brązowawymi obrysami, ostatnia lotka z niewielkim białawym obrzeżem. Ogon długi, niestopniowany, wszystkie sterówki w kolorze ciemnoszarym. Brzuch i dolna część piersi jasnoszare, w części środkowej bledsze. Samice i młodsze samce są bardziej brązowe z wierzchu, zaś spód ciała mają bardziej płowożółty; mają wyraźnie zmienne wybarwienie głowy (mniej lub bardziej ciemne), zwłaszcza w okolicach oczu, na policzkach i po bokach tylnej części korony. Osobniki młodociane są brązowe z delikatnymi smugami na bokach i piersiach, mają ciemną głowę, prawie czarniawą w okolicach oczu, zaś środek korony jest jednolicie rdzawy.
Długość ciała z ogonem 16,5 cm, masa ciała około 35 g.

## Zasięg występowania
Zaroślak ekwadorski występuje tylko na jednym stanowisku w dolinie Yunguilla w południowym Ekwadorze. Zazwyczaj występuje na wysokościach 1650–2100 m n.p.m.

## Ekologia
Zaroślak ekwadorski jest gatunkiem endemicznym. Jego głównym habitatem są strome zbocza z krzewami, małymi drzewami, kępami bambusów z rodzaju Chusquea, trawiaste otwarte tereny charakterystyczne dla zarośniętych osuwisk z licznymi stanowiskami trawy Melinis minutiflora. Jest gatunkiem wszystkożernym. W okresie suchym żywi się głównie owadami i gąsienicami, a także owocami i nasionami różnych roślin z rodzajów Acnistus, jeżyna, pokrzywiec, psianka, morwa, heliotrop, rdest i nasionami traw. W żołądkach badanych osobników stwierdzono występowanie piasku (dochodzące do połowy ich objętości). Żeruje bezpośrednio na ziemi lub do 2 m nad nią, sporadycznie do 4 m. Występuje zazwyczaj pojedynczo, w okresie suchym w niewielkich grupach.

### Rozmnażanie
Rozmnaża się w porze deszczowej, głównie w okresie od ostatniego tygodnia lutego do połowy marca, zaobserwowano także lęgi w kwietniu i początku maja, ale są to wtórne lęgi po utracie pierwszego chowu. Gniazdo zaroślaka ekwadorskiego ma kształt otwartej miseczki, jest używane tylko raz. Zbudowane jest głównie ze źdźbeł traw, czasami z części bambusa. Umieszczane jest niewysoko nad ziemią do około 2 m, w krzakach, niskich drzewach lub stanowiskach bambusa. W lęgu zazwyczaj 2–3 jaja, rzadko jedno. Okres inkubacji 11–17 dni. Młode są karmione przez oboje rodziców w gnieździe przez okres 10–14 dni, potem przebywają w niewielkiej od niego odległości. Młode przebywają z rodzicami około 2 miesięcy, ale czasami dłużej, nawet do prawie roku.

## Status
W 1988 roku zaroślak ekwadorski wpisany został do Czerwonej księgi gatunków zagrożonych IUCN jako K*, czyli gatunek prawdopodobnie w jakimś stopniu zagrożony, ale niedostatecznie poznany i będący w trakcie oceny. Od 1994 był uważany za gatunek krytycznie zagrożony (Critically Endangered), a od 2011 klasyfikowany jest jako gatunek zagrożony. Zasięg występowania zaroślaka ekwadorskiego według szacunków organizacji BirdLife International obejmuje tylko 36 km². Liczebność populacji jest szacowana na 160–226 dorosłych osobników. BirdLife International uznaje trend liczebności populacji za stabilny.
W 1998 roku Fundación de Conservación Jocotoco zakupiła ziemię i utworzyła na niej rezerwat Yunguilla w celu ochrony ostatniego znanego siedliska zaroślaka ekwadorskiego. Jak się wkrótce okazało, największym zagrożeniem dla zaroślaka ekwadorskiego jest starzyk granatowy, będący pasożytem lęgowym. Od 2003 roku w rezerwacie Yunguilla prowadzony jest odstrzał starzyka granatowego, co pozytywnie wpłynęło na powolny wzrost populacji zaroślaka ekwadorskiego. Utworzenie rezerwatu oraz zredukowanie na jego obszarze populacji starzyka granatowego spowodowało więcej niż podwojenie populacji tego zaroślaka. W latach 1999–2009 liczba zaobserwowanych terytoriów zajmowanych przez zaroślaka ekwadorskiego wzrosła z 24 do 113 i od tego czasu utrzymuje się na stałym poziomie.